# Dóczy Pál István
Dóczy Pál István (Körösbánya, 1910. április 21. – Marosvásárhely, 2009. január) magyar belgyógyász orvos, kardiológus.

## Életútja
Diplomáját a kolozsvári egyetemen szerezte, ugyanott a belgyógyászati klinikán tanársegéd, majd a marosvásárhelyi OGYI belgyógyászati klinikájának adjunktusa, tanszékvezető professzora (1949), doktor docens (1957), érdemes orvos, 1976-tól konzultáns professzor. Az Orvostudományi Akadémia rendes tagja.
Belgyógyászati közleményei a Revista Medicală – Orvosi Szemle, Medicina Internă, Münchener Medizinische Wochenschrift s más hazai és külföldi szakfolyóiratok hasábjain jelentek meg, a vér betegségeiről (fehérvérűség, elégtelen vérképzés, vérszegénység) értekezett. Orvosnevelési és orvosetikai tárgyú írásait közölte a Lupta de Clasă, Korunk, Igaz Szó, A Hét, Forum és TETT.
Belgyógyászati diagnosztika c. tankönyve (Horváth Endrével) s a szerkesztésében megjelent 3 kötetes Belgyógyászat c. jegyzet négy kiadást ért meg (1950-59). Társszerzője a Haranghy László szerkesztésében németül Budapesten megjelent Klinik und pathologische Anatomie der Erytromielosis Leucemica c. monográfiának (1958), a Bukarestben megjelent Hematologia c. vértani monográfiának (1959) és az A. Moga akadémikus szerkesztésében kiadott Medicina internă (1963) c. román tankönyv II. kötetének. A marosvásárhelyi Orvosi Szemle szerkesztőbizottsági tagja (1956-64).

## Díjak, elismerések (válogatás)
- 2001. december 23-án a Marosvásárhelyi Orvosi és Gyógyszerészeti Egyetem szenátusa az intézmény tiszteletbeli professzora oklevéllel tüntette ki a nagy öregeket. A megtisztelő címmel járó oklevelet és emlékplakettet a 91 éves Dóczy Pál vehette át elsőnek.[2]
- 2002. október 31-én az orvosgenerációk képzésében kifejtett sok évtizedes pedagógiai és tudományos munkásságért a Magyar Tudományos Akadémia Magyar Tudományosság Külföldön Elnöki Bizottságának jutalmában részesítette a 92 éves Dóczy Pál nyugalmazott egyetemi tanárt.[3]